# 1910 en journalisme
Cet article présente les faits marquants de l’année 1910 en journalisme.

## Évènements
- Création du journal Le Devoir.

## Naissances
- 20 décembre : Henri Coston, dit Henry Coston un journaliste, éditeur et essayiste français.
- 23 août : Roger Semet un journaliste et écrivain français.

## Décès
- Cornelia Emilian, journaliste et féministe roumaine (° 1840).